# Nieustraszeni bracia Grimm
Nieustraszeni Bracia Grimm (ang. The Brothers Grimm) – film fantasy w reżyserii Terry’ego Gilliama z 2005 roku, nakręcony w Wielkiej Brytanii, Czechach (Studio Filmowe Barrandov, Kutná Hora)  i Stanach Zjednoczonych.

## Opis fabuły
Na początku XIX wieku na niemieckich terenach pod francuską okupacją bracia Grimm, którzy w celu zdobycia sławy oszukują ludzi, zwalczając stworzone przez siebie stwory. Wszystko zmienia się, kiedy natrafiają na wioskę, w której z niewiadomych przyczyn giną małe dziewczynki. Mieszkańcy są zrozpaczeni i pokładają nadzieję w Jakubie i Wilhelmie. Mimo strachu bracia podejmują się odnalezienia dzieci, a w międzyczasie jeden z nich zakochuje się w kobiecie, która przez tutejszych nazywana jest „dzikuską”.

## Obsada
- Matt Damon – Wilhelm Grimm
- Heath Ledger – Jacob Grimm
- Jonathan Pryce – Delatombe
- Monica Bellucci – Królowa Luster
- Peter Stormare – Cavaldi
- Lena Headey – Angelika
- Mackenzie Crook – Hidlick
- Richard Ridings – Bunst
- Roger Ashton-Griffiths – Major

i inni